# Parawixia bistriata
Parawixia bistriata là một loài nhện trong họ Araneidae.
Loài này thuộc chi Parawixia. Parawixia bistriata được miêu tả năm 1836 bởi Rengger.